# Ophisma angulata
Ophisma angulata är en fjärilsart som beskrevs av William Schaus. Ophisma angulata ingår i släktet Ophisma och familjen nattflyn. Inga underarter finns listade i Catalogue of Life.